# Jesse L. Martin
Jesse Lamont Watkins (Rocky Mount, 18 de janeiro de 1969) é um ator e cantor norte-americano mais conhecido por seus papéis como Detetive West na série The Flash, e como Ed Green na série Law & Order. Ele faz parte do elenco original da peça da Broadway Rent, assim como do elenco da adaptação para os cinemas no papel de Tom Collins.